# Wulf Henning Ernst Wilhelm von Rumohr
Wulf Henning Ernst Wilhelm von Rumohr (* 26. September 1814 auf Gut Rundhof; † 19. November 1862 in Itzehoe) war ein schleswig-holsteinischer Verwaltungsjurist, Gutsbesitzer und Politiker.

## Leben
Wulf Henning von Rumohr (Nr. 204 der Geschlechtszählung) entstammte der Rundtofter Linie des holsteinischen Uradelsgeschlechts (Equites Originarii) von Rumohr. Er war der dritte Sohn von Christian August (IV.) von Rumohr auf Rundhof (1784–1839) und dessen Frau Sophie, geb. von Hennings (1786–1876).
Er studierte Rechtswissenschaften. Nach seinem Examen 1838 trat er in den Verwaltungsdienst der zum dänischen Gesamtstaat gehörenden Herzogtümer Schleswig-Holstein. Zunächst war er von 1838 bis 1841 Auskultant bei der Schleswig-Holstein-Lauenburgischen Kanzlei. 1843 wurde er Kommittierter beim Rentekammergericht und 1846 Dritter Rat bei der Schleswig-Holsteinischen Regierung in Schleswig.
Nach dem frühen Tod seines älteren Bruders, des Landrats und königstreuen Deputierten der Schleswigschen Ständeversammlung Christian August (V.) von Rumohr (1809–1846), erbte er Rundhof, weil der erbberechtigte ältere Bruder Gustav Adolf von Rumohr (1810–1884) zu seinen Gunsten verzichtete. Der dänische König Christian VIII. glaubte, Wulf Henning von Rumohr genauso wie seinen verstorbenen Bruder in der Schleswig-Holstein-Frage auf seiner Seite zu haben, und ernannte ihn zum ritterschaftlichen Mitglied der Ständeversammlung. Dies stellte sich schnell als Fehler heraus, denn Rumohr bat bei Ausbruch der Schleswig-Holsteinischen Erhebung sogleich um Entlassung und bot gleichzeitig der provisorischen Regierung seinen Dienst an. Diese ernannte ihn mit Adolph von Harbou zu Bevollmächtigten der provisorischen Regierung für Schleswig.
Nach dem Ende des Aufstandes und der Wiederherstellung der dänischen Herrschaft gehörte Rumohr zu denjenigen Beamten und Politikern, denen 1851 im Patent für das Herzogthum Schleswig, betreff die Amnestie explizit die Amnestie verweigert wurde. Rumohr blieb jedoch im Gegensatz zu vielen anderen im Lande. Als er 1852 zum Propst (Rechtsvertreter) für das St.-Johannis-Kloster vor Schleswig gewählt wurde, weigerte sich König Friedrich VII., die Wahl zu bestätigen, und entzog ihm im folgenden Jahr bei der Wiederherstellung der Stände die Stimme in den Ständen. Diese wählten ihn wiederum 1855 zum Mitglied des neu geschaffenen Dänischen Reichsrats, wo er mit Carl von Scheel-Plessen gestimmt hat.
1856 wurde er als Nachfolger von Adolf von Blome Verbitter (Rechtsvertreter) für das Adlige Kloster Itzehoe. Ab 1857 gehörte er wieder der Schleswigschen Ständeversammlung an, nun als Deputierter der Größeren Güter. Bei der Ständeversammlung Anfang 1860 in Flensburg erregte sein Vorschlag, die Beschwerden des Landes in einer Adresse an den König zusammenzufassen, großes Aufsehen. Die Rumohrsche Adresse wurde von 26 Deputierten unterstützt. Der Regierungskommissar verbot jedoch, die Adresse auf die Tagesordnung der Versammlung zu setzen. Der Entwurf der Adresse wurde gedruckt und fand weite Verbreitung, was in den Herzogtümern zu polizeilichem Eingreifen führte. Sein Cousin Wulf August von Rumohr auf Drült (1818–1888) kam deswegen vorübergehend in dänische Festungshaft auf der Festung Nyborg. Bei seiner Rückkehr im Dezember schenkten ihm Unterstützer einen von Hermann Wilhelm Soltau entworfenen und von Heinrich Friedrich Christoph Rampendahl gefertigten Pokal in Form eines Trinkhorns.
Rumohr starb zwei Jahre später, noch vor dem Ausbruch des Deutsch-Dänischen Krieges.
Seit 1850 war er verheiratet mit Marianne, geb Ullrich (1828–1913), einer Tochter von Franz Wolfgang Ullrich in Hamburg. August von Rumohr war ein Sohn des Paares.